# Al-Chatatiba
Al-Chatatiba – miejscowość w Egipcie, w muhafazie Al-Minufijja. W 2006 roku liczyła 23 830 mieszkańców.